# Styx-Gletscher
Der Styx-Gletscher ist ein Gletscher im ostantarktischen Viktorialand. In den Southern Cross Mountains fließt er vom Bosumschneefeld in südöstlicher Richtung zum Campbell-Gletscher, den er zwischen dem Wood Ridge und dem Pinckard Table erreicht.
Entdeckt wurde er von der Nordgruppe der von 1965 bis 1966 dauernden Kampagne im Rahmen der New Zealand Geological Survey Antarctic Expedition. Diese benannte ihn nach dem Fluss Styx aus der griechischen Mythologie.